# 莱格娜·贝尔德西亚
莱格娜·贝尔德西亚（西班牙語：Legna Verdecia，1972年10月29日—），古巴女子柔道运动员。她曾代表古巴参加1992年、1996年和2000年夏季奥林匹克运动会柔道比赛，获得一枚金牌和一枚铜牌。

## 外部連結
- 莱格娜·贝尔德西亚在国际奥林匹克委员会的资料